# Czarny szlak turystyczny Nietulisko Fabryczne – Nietulisko Duże
 Czarny szlak turystyczny Nietulisko Fabryczne – Nietulisko Duże – szlak turystyczny na terenie Gór Świętokrzyskich.

## Przebieg szlaku
| Odległość | Atrakcje          | Punkt                         | Skrzyżowania szlaków     |
| --------- | ----------------- | ----------------------------- | ------------------------ |
|           | zabytek techniki  | Nietulisko Fabryczne PKP, MPK |                          |
|           | ruiny · grodzisko | Nietulisko Duże               | Święty Krzyż – Pętkowice |

## Galeria

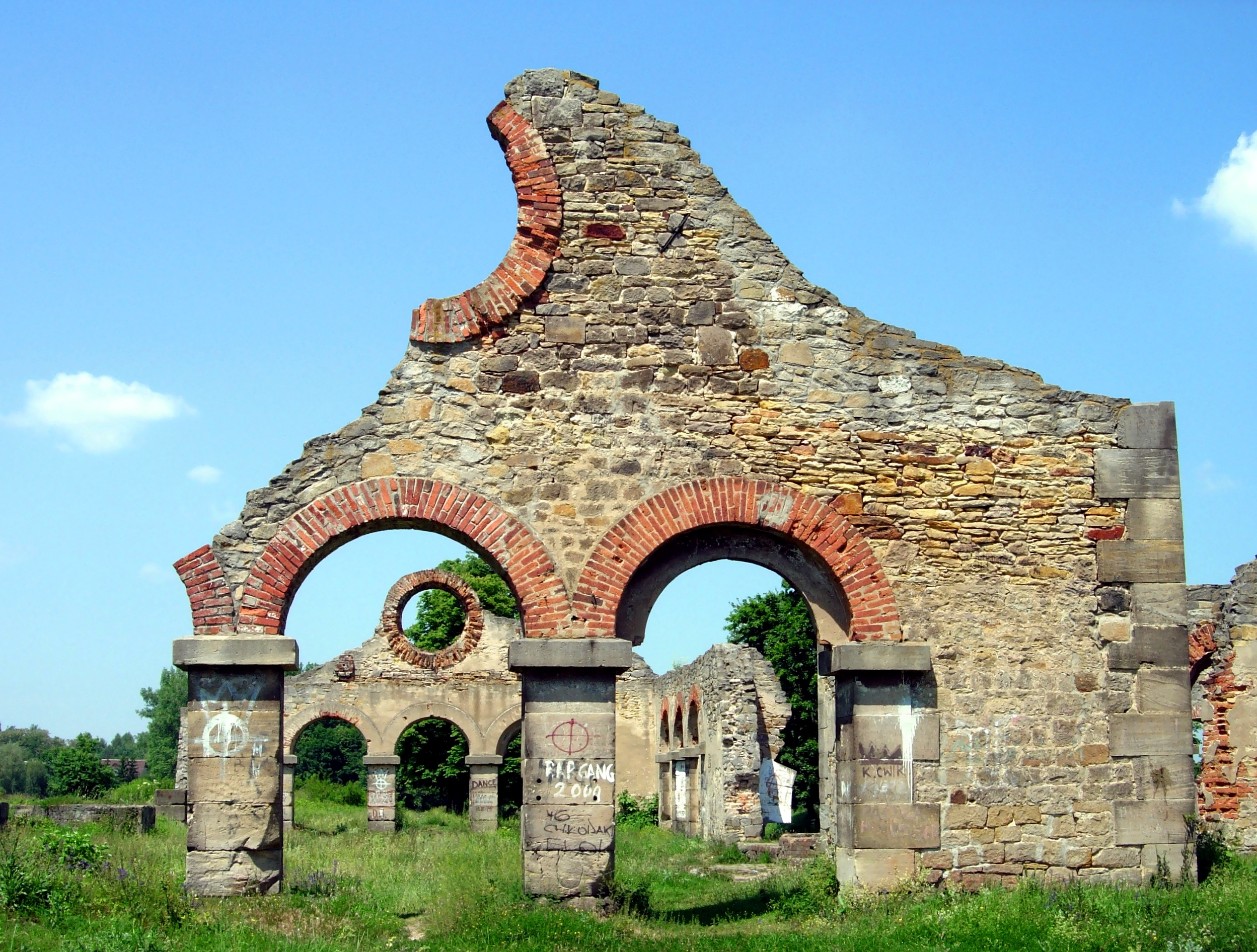
Ruiny walcowni w Nietulisku Dużym
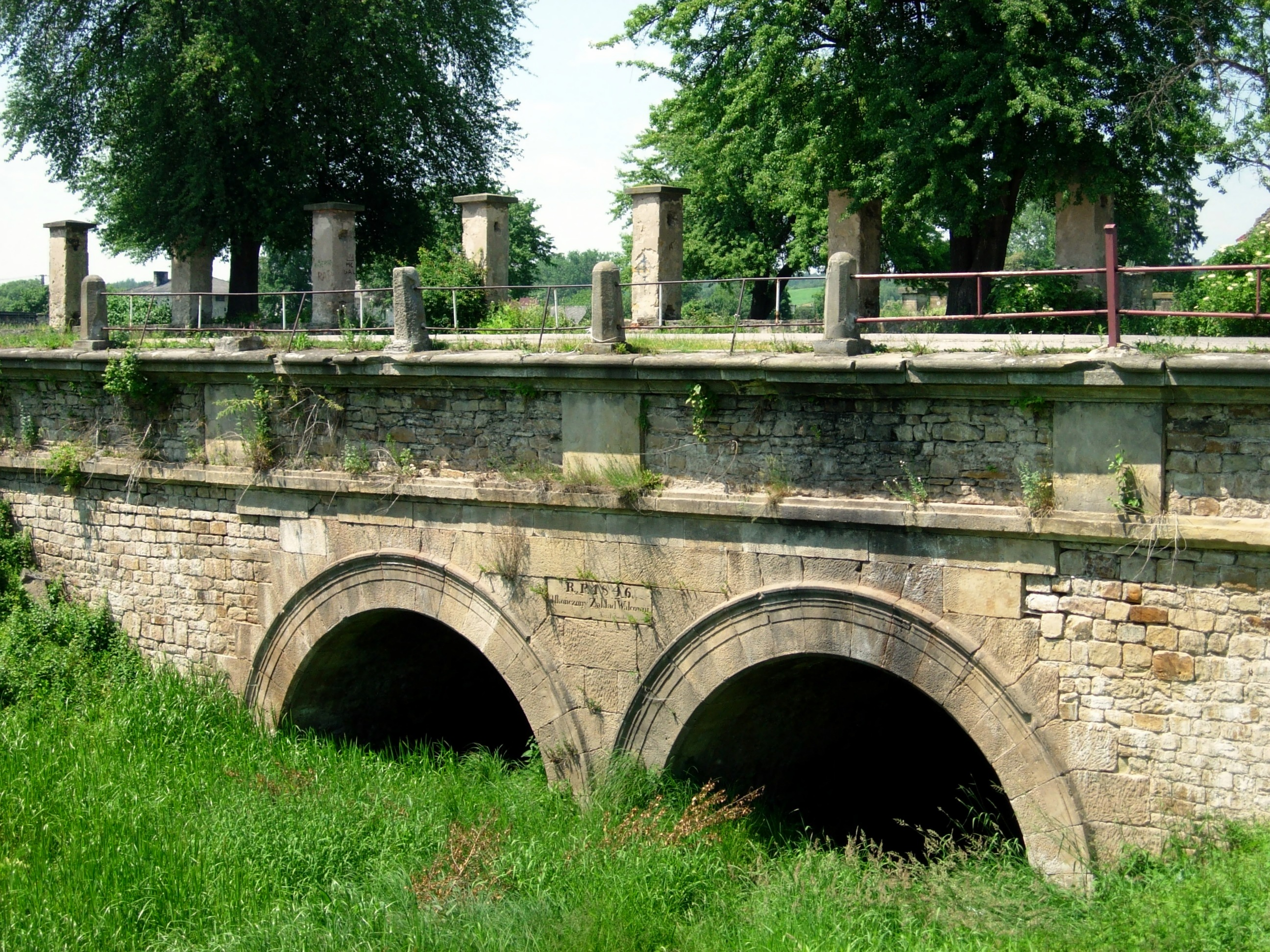
Most na dawnym kanale doprowadzającym wodę do walcowni
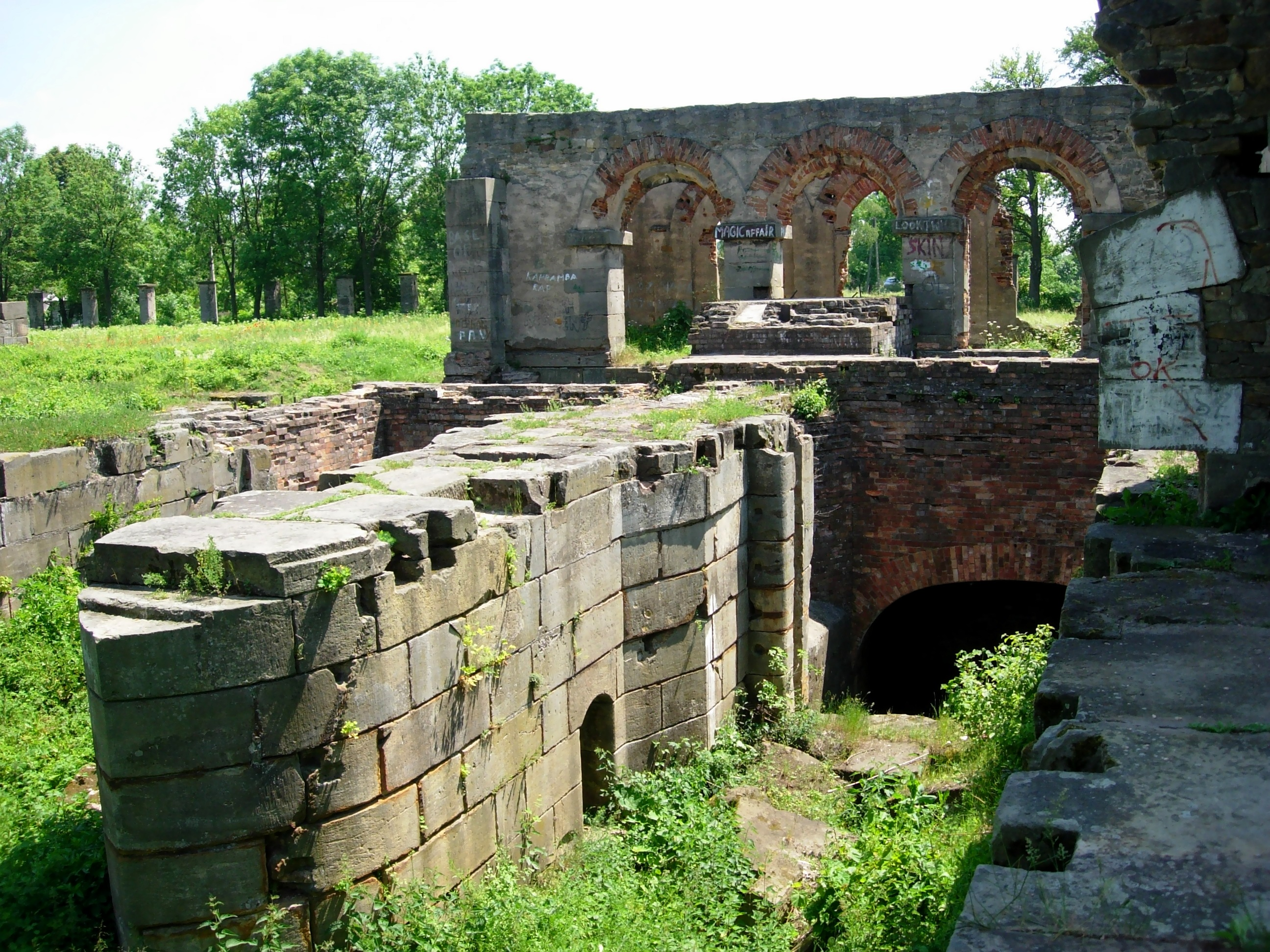
Ruiny walcowni w Nietulisku Dużym